# Vyměřovací základ
Pojem vyměřovací základ se obvykle používá pro označení částky, ze které se počítá výše zdravotního a sociálního pojištění. Vyměřovací základ zaměstnance je zpravidla stejný jako jeho mzda. Výjimkou je například odstupné, které se do vyměřovacího základu nepočítá.
Dále existují pojmy minimální, maximální a všeobecný vyměřovací základ. Ten poslední je určován nařízeními vlády.